# Puelia ciliata
Puelia ciliata là một loài thực vật có hoa trong họ Hòa thảo. Loài này được Franch. miêu tả khoa học đầu tiên năm 1887.